# Pyrausta dorcalis
Pyrausta dorcalis là một loài bướm đêm trong họ Crambidae.